# Gertschiola macrostyla
Gertschiola macrostyla är en spindelart som först beskrevs av Cândido Firmino de Mello-Leitão 1941. 
Gertschiola macrostyla ingår i släktet Gertschiola och familjen dallerspindlar. Inga underarter finns listade i Catalogue of Life.